# Canton (Virginia Occidental)
Canton es un área no incorporada ubicada dentro del Distrito Maple, una división civil menor del condado de Doddridge, Virginia Occidental, Estados Unidos. Está catalogada como un asentamiento humano por la Junta de Nombres Geográficos de los Estados Unidos.
El número de identificación (ID) asignado por el Servicio Geológico de Estados Unidos es 1554062.

## Geografía
Se encuentra a una altitud de 245 metros sobre el nivel del mar (804 pies) según el conjunto de datos de elevación nacional.